# Sergio Baigorria
Sergio Antonio Baigorria Seas (Lima, 21 de febrero de 1963) es un piloto de carreras y político peruano. Es el actual alcalde del distrito de Chaclacayo desde el 1 de enero del 2023, siendo elegido en las elecciones del 2022 para el periodo 2023-2026. Fue también regidor de dicho distrito en 2 ocasiones. Es el padre de la modelo y empresaria Alejandra Baigorria.

## Biografía
Sergio Baigorria nació en la ciudad de Lima, el 21 de febrero de 1963.
Ingresó a la Universidad Inca Garcilaso de la Vega para estudiar la carrera de Administración de empresas, sin embargo, no logró concluirlos. Posteriormente realizó estudios técnicos de reparación de motos en GAMOR.
Fue técnico del Grupo Empresarial EIRL desde 2018 hasta 2022 y se destacó por ser piloto de carreras, siendo competidor del Rally Caminos del Inca.
Se casó con la modelo Verónica Alcalá y tuvo siete hijos, entre ellos la modelo y empresaria Alejandra Baigorria.

## Participación en la política
Sergio Baigorria incursiona en el ámbito político como candidato a regidor del distrito de Chaclacayo en las elecciones municipales del año 2006 por una lista independiente, resultando electo para el periodo 2007-2010. En el año 2010 se afilió en el partido Cambio Radical y postuló a la reelección como regidor en las elecciones municipales del año 2010, siendo reelegido para el lapso 2010-2014. Intentó nuevamente ser reelegido en las elecciones del año 2018 por el partido Perú Patria Segura, sin embargo, no tuvo éxito.

### Alcalde de Chaclacayo
En el año 2022, Sergio Baigorria se afilió en el partido Renovación Popular de Rafael López Aliaga y participó en las elecciones municipales del mismo año como candidato a la alcaldía del distrito de Chaclacayo. Baigorria logró salir elegido como el nuevo alcalde de Chaclacayo y fue juramentado para el periodo municipal 2023-2026.